# Marquitos
Marcos Alonso Imaz, conosciuto come Marquitos (Santander, 16 aprile 1933 – Santander, 6 marzo 2012), è stato un calciatore spagnolo, di ruolo difensore.

## Biografia
Era il padre di Marcos Alonso Peña e nonno di Marcos Alonso Mendoza, entrambi calciatori.

## Caratteristiche tecniche
Era un difensore destro che giocava anche come difensore centrale.

## Carriera

### Club
Iniziò a giocare a Santander con i salesiani e in una squadra chiamata Kostka. Nel 1951 passò al Racing Santander, in massima serie, ed esordì il 16 dicembre a Vigo contro il Celta. Il 24 gennaio 1954 giocò contro il Real Madrid. I dirigenti della squadra della capitale furono impressionati positivamente dal suo modo di giocare e lo ingaggiarono nell'estate dello stesso anno.
Esordì con il Real Madrid il 20 settembre, in una partita di campionato giocata in casa della Real Sociedad. Nella prima stagione a Madrid vinse il campionato e la Coppa Latina. Il 13 giugno 1956, nella prima delle cinque finali consecutive vinte dal Real Madrid, segnò il gol del 3-3 nella finale vinta per 4-3 contro lo Stade Reims. Nel 1960 vinse la Coppa Intercontinentale pareggiando 0-0 a Montevideo contro il Peñarol e vincendo per 5-1 al ritorno a Madrid.
Nel 1962, terminato il contratto che lo legava al Real Madrid, passò all'Hércules, in Segunda División. Giocò una stagione con la squadra di Alicante prima di passare al Real Murcia con cui vinse la Segunda División.
Restò per una stagione anche con il Real Murcia prima di passare al Calvo Sotelo nel 1964. Nel 1969 passò al Toluca de Santander, una modesta squadra che lasciò nel 1970, quando si ritirò e si stabilì a Madrid.

### Nazionale
Marquitos giocò due partite con la Nazionale spagnola. La prima volta giocò a Madrid, il 17 marzo 1955 in una partita persa 1-2 contro la Francia. L'ultima volta, il 26 ottobre 1960, giocò a Londra contro l'Inghilterra e la Spagna perse 4-2.

## Statistiche

### Cronologia presenze e reti in nazionale
| Cronologia completa delle presenze e delle reti in nazionale ― Spagna | Cronologia completa delle presenze e delle reti in nazionale ― Spagna | Cronologia completa delle presenze e delle reti in nazionale ― Spagna | Cronologia completa delle presenze e delle reti in nazionale ― Spagna | Cronologia completa delle presenze e delle reti in nazionale ― Spagna | Cronologia completa delle presenze e delle reti in nazionale ― Spagna | Cronologia completa delle presenze e delle reti in nazionale ― Spagna | Cronologia completa delle presenze e delle reti in nazionale ― Spagna |
| Data                                                                  | Città                                                                 | In casa                                                               | Risultato                                                             | Ospiti                                                                | Competizione                                                          | Reti                                                                  | Note                                                                  |
| --------------------------------------------------------------------- | --------------------------------------------------------------------- | --------------------------------------------------------------------- | --------------------------------------------------------------------- | --------------------------------------------------------------------- | --------------------------------------------------------------------- | --------------------------------------------------------------------- | --------------------------------------------------------------------- |
| 17-3-1955                                                             | Madrid                                                                | Spagna                                                                | 1 – 2                                                                 | Francia                                                               | Amichevole                                                            | -                                                                     |                                                                       |
| 26-10-1960                                                            | Londra                                                                | Inghilterra                                                           | 4 – 2                                                                 | Spagna                                                                | Amichevole                                                            | -                                                                     |                                                                       |
| Totale                                                                |                                                                       | Presenze                                                              | 2                                                                     |                                                                       | Reti                                                                  | 0                                                                     |                                                                       |

## Palmarès

### Competizioni nazionali
- Campionato spagnolo: 5

Real Madrid: 1954-1955, 1956-1957, 1957-1958, 1958-1959, 1959-1960
- Coppa di Spagna: 1

Real Madrid: 1961-1962
- Segunda División spagnola: 1

Real Murcia: 1963-1964

### Competizioni internazionali
- Coppa Latina: 2

Real Madrid: 1955, 1957
- Coppa dei Campioni: 5

Real Madrid: 1955-1956, 1956-1957, 1957-1958, 1958-1959, 1959-1960
- Coppa Intercontinentale: 1

Real Madrid: 1960